# Svetovni dan študentov
Svetovni dan študentov.
Nacisti so 17. novembra 1939 zavzeli študentske domove praške univerze. Več kot 1200 študentov so deportirali v koncentracijska taborišča, devet njihovih predstavnikov ubili na mestu, univerzo pa zaprli in jo namenili v uporabo nemškim okupacijskim silam. Študentje iz vse Evrope so zbežali v London, kjer je mednarodni študentski svet 17. november razglasil za svetovni dan študentov.
Na ta dan so se tudi kasneje zgodili za študente pomembni dogodki. 17. novembra 1973 so tanki in oborožene sile grške vojaške hunte štiri dni in noči napadali zgradbo atenske politehnike, v katero so se zabarikadirali študentje. Natančno število ubitih študentov ni znano, kot tudi ne število študentov, ki so jih po zavzetju odpeljali na mučenje. Vendar pa je ta upor študentov predstavljal začetek konca diktature, ki se je končala julija naslednje leto. Zaradi teh dogodkov je Grčija ta dan tudi uradno razglasila za dan grških študentov.
17. novembra 1989 se je upor zgodil tudi na Češkoslovaškem. Češki in slovaški študenti so se namreč uprli vladi, ki je želela zatreti študente in njihova nasprotovanja komunističnemu režimu. Njihov upor je predstavljal začetek tako imenovane žametne revolucije na Češkoslovaškem, ki je pripeljala do padca režima. Tako na Češkem kot Slovaškem se teh dogodkov spominjajo z dnevom boja za svobodo in demokracijo.
Vsi ti dogodki pa še vedno navdihujejo študente povsod po svetu v njihovih prizadevanjih za demokratično izobraževanje in demokratično družbo. Svetovni dan študentov je tako postal simbol za študentska prizadevanja po vsem svetu.